# 니카라과 코르도바
코르도바(스페인어: córdoba)는 니카라과의 통화로 1 코르도바는 100 센타보(centavos)로 나뉜다.
1912년 니카라과는 페소를 대체하기 위한 차원에서 코르도바를 도입했다. "코르도바"라는 이름은 니카라과를 건설한 스페인의 정복자인 프란시스코 에르난데스 데 코르도바를 기념하기 위해 붙여진 이름이다.
1988년 옛 1,000 코르도바를 새 1 코르도바로 대체하는 내용의 화폐 개혁을 시행하여 오늘에 이른다. 5, 10, 25, 50 센타보, 1, 5, 10 코르도바 동전과 10, 20, 50, 100, 200, 500, 1,000 코르도바 지폐가 통용된다.

## 역사
최초의 코르도바는 1912년 3월 20일에 도입되었다. 페소 모네다 코리엔테는 12+1⁄2 페소 m/c = 1 코르도바의 비율로, 페소 푸에르테는 액면가로 대체되었다. 그것은 처음에는 미국 달러와 거의 같았다. 이름은 정복자 프란시스코 에르난데스 데 코르도바의 이름을 따서 지었다.
1988년 2월 15일, 두 번째 코르도바가 도입되었다. 이것은 1,000 첫 번째 코르도바와 같았다. 1991년 4월 30일, córdoba oro라고도 불리는 세 번째 코르도바가 도입되었는데, 가치는 5,000,000 2번째 코르도바였다.